# شهرك سايبان
شهرك سايبان (بالفارسية: شهرک سایبان) (بالإنجليزية: Shahrak-e Sayeban)‏، قرية في قسم درزوسابيان الريفي، الناحية المركزية، مقاطعة لارستان، محافظة فارس، إيران. يبلغ عدد سكانها حسب إحصاء عام 2006 ميلادية 200 نسمة في 39 عائلة.